# Pytilia
A Pytilia  a madarak osztályának verébalakúak (Passeriformes) rendjébe és a díszpintyfélék (Estrildidae) családjába tartozó nem.

## Rendszerezésük
A nemet William Swainson angol ornitológus írta le 1837-ben, az alábbi fajok tartoznak ide:
- tarka asztrild (Pytilia melba)
- szürketorkú asztrild (Pytilia afra)
- Pytilia lineata
- Aurora-asztrild (Pytilia phoenicoptera)
- sárgaszárnyú asztrild  (Pytilia hypogrammica)